# Panayiótis Triantafýllou
Panayiótis Triantafýllou (en grec moderne : Παναγιώτης Τριανταφύλλου), né le 19 mars 1987 à Athènes, est un escrimeur handisport grec. Atteint de paraplégie, il tire en catégorie B. Il est vice-champion paralympique en 2016, premier médaillé grec en escrime aux Jeux paralympiques.

## Palmarès
- Jeux paralympiques
  -  Médaille d'argent aux Jeux paralympiques de 2016 à Rio de Janeiro
  -  Médaille de bronze aux Jeux paralympiques de 2020 à Tokyo